# Crowea exalata
Crowea exalata es una especie de arbusto perteneciente a la familia de las rutáceas. Es nativa de los estados de  Queensland, Nueva Gales del Sur y Victoria en Australia.

## Descripción
Es un arbusto que alcanza un tamaño de 1 m de alto; las ramitas delgadas, casi en ángulo. Las hojas oblongas, cuneadas a espatuladas, de 1.5-5 cm de largo, 1-6 mm de ancho, el ápice redondeado a obtuso y apiculado, la base gradualmente atenuada, glabras. Las flores terminales o en axilas superiores en un brote axilar corto con pocas hojas, con pedúnculo de 2-4 mm de largo, carnosa hacia el ápice. Sépalos 2-2,5 mm de largo, ligeramente peludos a glabros, finamente ciliados. Pétalos estrechos a una amplia-ovados, de 5-12 mm de largo, de color rosa al malva pálido (a veces verde en la fruta). Estambres ligeramente imbricados.

## Hábitat
Se encuentra generalizada en el bosque esclerófilo seco en suelos arenosos.

## Híbridos
Híbridos incluidos::
- 'Bindalong Compact'
- 'Ginninderra Falls'
- 'Green Cape'
- 'Pink Blush'
- 'Ryans Star'
- 'Southern Stars'
- 'Star of Heaven'
- 'Whipstick'
- 'White Star'

## Taxonomía
Crowea exalata fue descrita  por el  botánico Ferdinand von Mueller  y publicado en Transactions of the Philosophical Society of Victoria 1: 11, en el año 1855.
Sinonimia
- Eriostemon crowei F.Muell. var. crowei
- Eriostemon crowei var. exalata (F.Muell.) Maiden & Betche
- Eriostemon crowei F.Muell.[3][4]